# 루이즈 부르주아

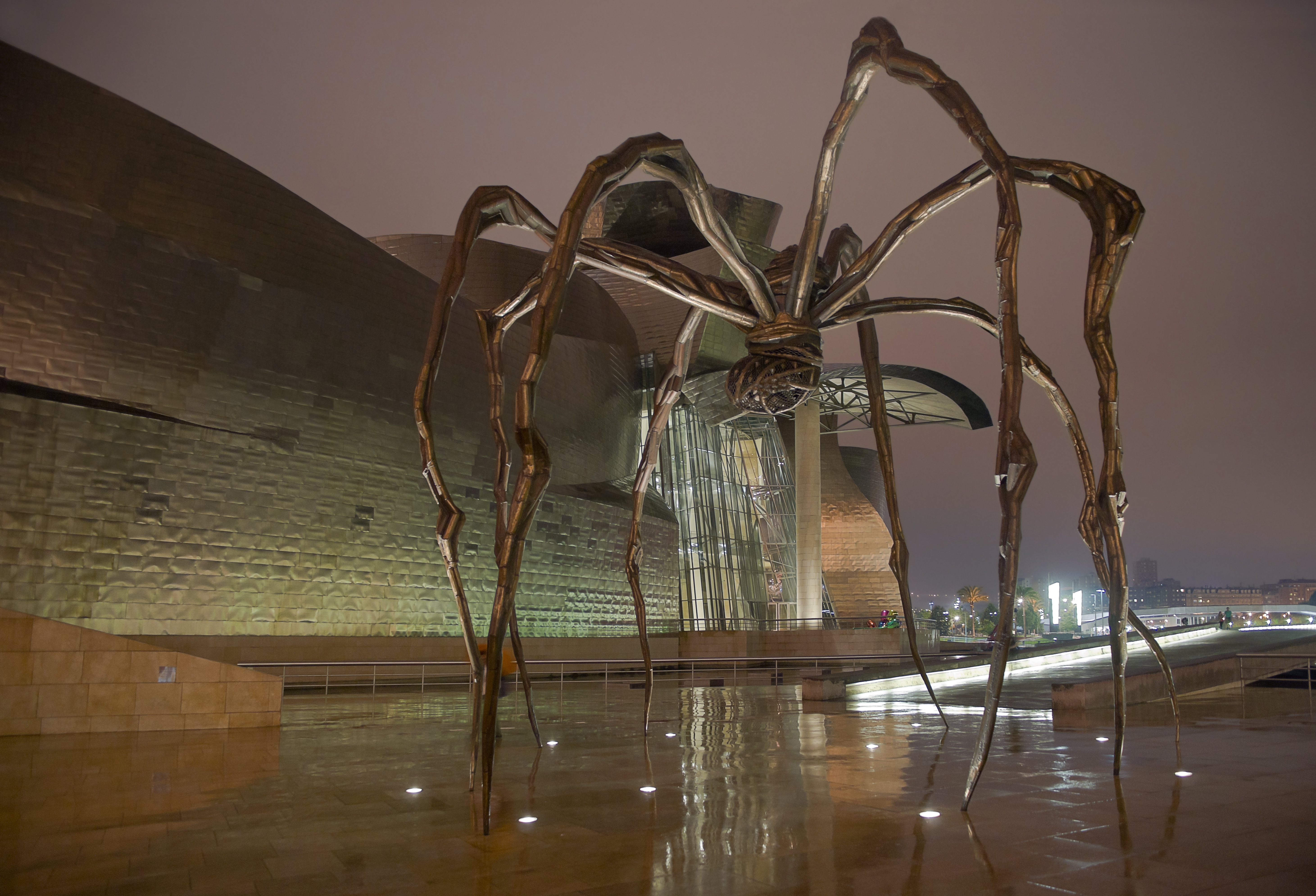
마망

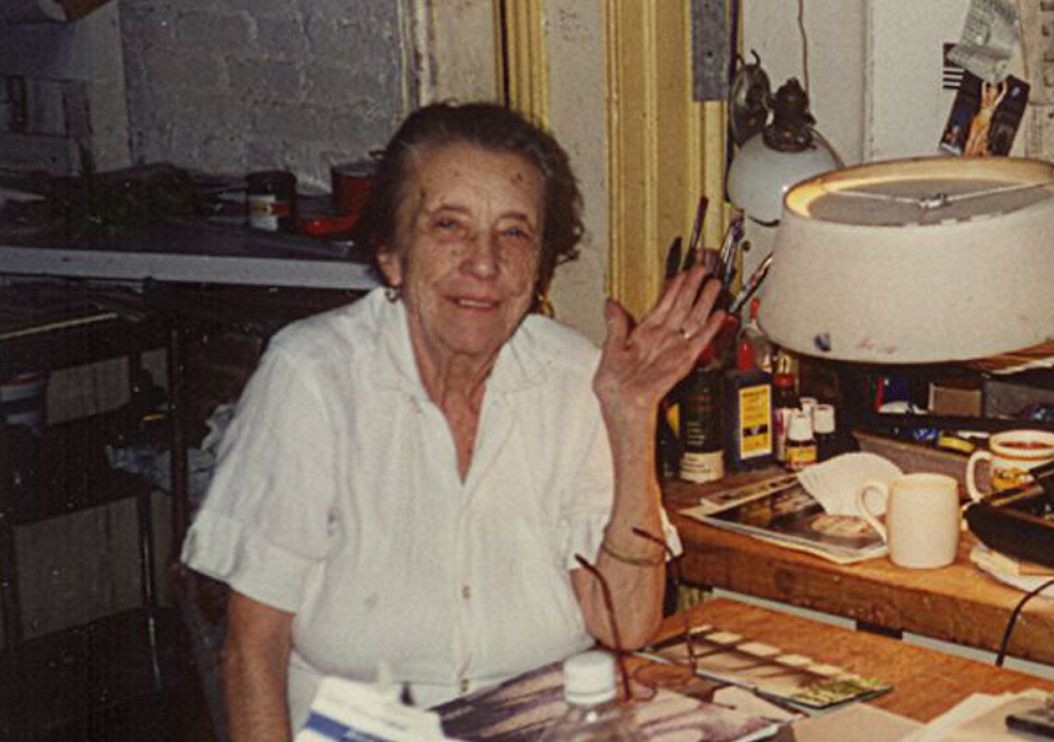
루이즈 부르주아

루이즈 부르주아(프랑스어: Louise Bourgeois, 1911년 12월 25일 ~ 2010년 5월 31일)는 프랑스계 미국인 예술가, 조각가이다. 특히 '마망'(Maman)이라는 거미 구조물로 유명해졌다. 오늘날 그녀는 고백 예술(confessional art)의 창립자로 인정받고 있다. 1940년대 후반에 남편 로버트 골드워터(Robert Goldwater)와 함께 뉴욕으로 이사한 이후 그녀는 조각을 시작했다. 그녀의 작품들이 추상적이기는 하지만 인간의 형상과 배신, 걱정, 외로움 등의 주제를 암시하게 한다. 그녀의 작품은 전체적으로 자서전적인 성격을 가진다. 이는 그녀의 어린시절 영어 가정교사가 아버지의 애인(mistress)였다는 사실에 대한 트라우마에 의한 것으로 보인다.
1949년 뉴욕 페리도 화랑에서 첫 번째 조각전을 열었다. 1982년에는 뉴욕현대미술관에서 여성 작가 최초로 회고전을 열었고, 1999년에는 베니스 비엔날레 황금사자상을 수상했다.